# Joseph Salvador
Pour les articles homonymes, voir Salvador (homonymie).
Joseph Salvador (né le 6 janvier 1796 à Montpellier, mort le 17 mars 1873 à Versailles) est un historien français du judaïsme.

## Biographie
Son père vient d'une famille d'ascendance marrane du sud de la France ; la famille juive avait fui l'Espagne vers le sud de la France au XVe siècle à cause de l'Inquisition espagnole. La mère de Joseph Salvador est catholique romaine. Il reçoit une éducation juive.
Salvador fait ses études médicales à Montpellier jusqu'à une thèse soutenue en mai 1816. En 1819, il apprend les émeutes anti-juives en Allemagne en 1819 ; il décrira son impression de l'évènement dans son dernier livre, Paris, Rome, Jérusalem, ou la Question religieuse au XIXe siècle en 1860.
L'œuvre de Joseph Salvador est mise à l’Index librorum prohibitorum par l'Église catholique. Dans Histoire des institutions de Moïse et du peuple hébreu, en 1828, il explique le déicide du point de vue des Juifs.
La thèse de Salvador « est une tentative d'esquisser une religion universelle basée sur une fusion du judaïsme et du christianisme, réformant le judaïsme. Il croit que le centre naturel de cette religion syncrétiste est Jérusalem, et conçoit l'évolution de cette foi universelle comme une excroissance linéaire de ce qu'il imagine être le judaïsme classique. Pour réaliser cette fusion des religions, Salvador préconise la création d'un nouvel État, un pont entre l'Orient et l'Occident, englobant les frontières de l'ancien Israël. » Il est ainsi détesté par les religieux conservateurs et soutenu par les libéraux.
Ses obsèques ont lieu dans le cimetière protestant du Vigan, village cévenol où vit son frère Benjamin, selon le rite juif  : l’office est célébré par le rabbin Weyl de Nîmes en présence de la population catholique et protestante du lieu.
Joseph Salvador, considéré par certains comme un proto-sioniste, considère Jérusalem et le futur État des Juifs rétablis comme une condition spirituelle et non politique. Sa thèse est modifiée et reprise par des penseurs sionistes ultérieurs tels que James Darmesteter, Theodor Herzl et Ahad Ha'Am.

## Œuvre
- Considérations générales sur l'application de la physiologie à la science des maladies, 1816
- Loi de Moïse, ou Système religieux et politique des Hébreux, 1822, Éd. Nabu Press,(2012),  (ISBN 978-1275391734)
- Histoire des institutions de Moïse et du peuple hébreu, 1828
- Jésus-Christ et sa doctrine. Histoire de la naissance de l'Église, de son organisation et de ses progrès pendant le premier siècle, 1838, t. I: Éd. Hachette Livre BNF, (2019),  (ISBN 978-2329238036), t. II : Éd. Wentworth Press (2018),  (ISBN 978-0341344414)
- De quelques faits relatifs au système historique des Évangiles (entre autres, de la réhabilitation obligée de Jésus, fils d'Abbas, appelé vulgairement Barrabas). Réponse aux articles critiques du journal La Presse sur l'ouvrage intitulé : Jésus-Christ et sa doctrine… , 1839
- Histoire de la domination romaine en Judée et de la ruine de Jérusalem, 1847
- Paris, Rome, Jérusalem, ou la Question religieuse au XIXe siècle, 1860